# Sobór Świętego Włodzimierza w Chersonezie Taurydzkim
Sobór Świętego Włodzimierza (ukr. Володимирський собор) – prawosławny sobór na terenie starożytnego miasta Chersonez Taurydzki, w granicach Sewastopola.

## Historia

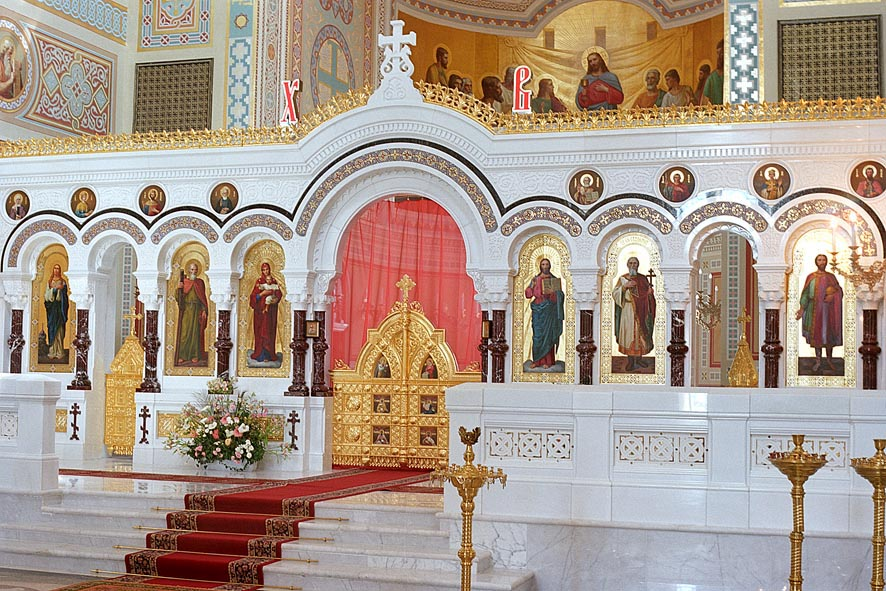
Ikonostas (2009)

W I połowie XIX w. głównodowodzący Floty Czarnomorskiej Aleksiej Greig zasugerował carowi Aleksandrowi I budowę cerkwi upamiętniającej chrzest Włodzimierza Wielkiego, zlokalizowanej w Chersonezie, gdzie według tradycji miał on miejsce. W 1827, także z inicjatywy Greiga, w Chersonezie przeprowadzono prace archeologiczne, w toku których odnaleziono fundamenty trzech chrześcijańskich świątyń. Jedną z nich, zlokalizowaną na centralnym placu antycznego miasta, uznano za miejsce chrztu Włodzimierza. W 1829 rozpoczęta została ogólnorosyjska zbiórka funduszy na budowę w tym miejscu cerkwi-pomnika, jednak nie przyniosła ona szybkich rezultatów. W 1843 car Mikołaj I polecił wznieść sobór ku czci św. Włodzimierza w zupełnie innym miejscu – na wzniesieniu w centrum Sewastopola. Oznaczało to podział już zebranych środków na dwie części, po jednej na każdą planowaną świątynię.
Projekt soboru w Chersonezie opracował Dawid Grimm w 1858, rok później plan zatwierdzono do realizacji, zaś w 1861 para cesarska – Aleksander II i Maria Aleksandrowna położyli kamień węgielny pod budynek. Brak środków sprawił jednak, że budowa cerkwi przeciągnęła się, a budowniczowie byli zmuszeni do rezygnacji z przewidywanych pierwotnie drogich materiałów na rzecz tańszych. Mimo to łączny koszt budowy świątyni wyniósł 900 tys. rubli, zamiast przewidywanych 738 tys. W 1877 ukończono prace nad bryłą budynku, jeszcze do 1888 trwała dekoracja wnętrza. Zespół malarzy tworzących freski i ikony dla świątyni pracował pod kierunkiem Nikołaja Czagina. Ikonostas dla dolnej cerkwi Narodzenia Matki Bożej wykonał Tichonow, dla górnej – Władimir Koriecki. Cały budynek był trójnawową bazyliką, wyróżniał się monumentalizmem, zajął niemal cały główny plac dawnego Chersonezu.
Poświęcenie dolnej cerkwi w soborze miało miejsce w czasie uroczystości 900-lecia chrztu Rusi. W 1891 poświęcono główny ołtarz św. Włodzimierza, zaś w 1892 – ołtarz św. Aleksandra Newskiego.
Sobór został zniszczony w czasie II wojny światowej i odbudowany po 1991.